# Draconanthes
Draconanthes är ett släkte av orkidéer. Draconanthes ingår i familjen orkidéer.
Kladogram enligt Catalogue of Life:
| Draconanthes | \| \| Draconanthes aberrans \| \| \| \| \| \| Draconanthes bufonis \| \| \| \| |
|              | \| \| Draconanthes aberrans \| \| \| \| \| \| Draconanthes bufonis \| \| \| \| |
|              | Draconanthes aberrans                                                          |
|              |                                                                                |
|              | Draconanthes bufonis                                                           |
|              |                                                                                |